# Олимпијски комитет Јужне Кореје
Национални олимпијски комитет Јужне Кореје (раније познат као Korean Olympic Committee, а сада као The Korean Sport & Olympic Committee (на корејском: 대한체육회; Хања: 大韓體育會, скраћено на енглеском језику KSOC)) је национални олимпијски комитет за Јужну Кореју који је задужен за активности у вези Олимпијских игара и других релевантних спортских питања и области.
То је непрофитна организација која бира играче и тимове који ће представљати нацију и прикупља средства за слање на олимпијске догађаје које организује Међународни олимпијски комитет (МОК).

## Историјат
Чосон спортски савјет је основан 13. јула 1920. године и организовао је корејска национална такмичења у сваком спорту, укључујући и све турнире у фудбалу у Џосону. Такмичења су комбинована као Све Чосон спортске игре (тренутно Корејски национални спортски фестивал) 1934. године, а комбиновано такмичење се одржавало сваке јесени. Међутим, 4. јула 1938. године Јапан је насилно распустио Савјет за спорт Чосон, а корејске спортске активности су биле ограничене до краја јапанске окупације.
Савјет је поново оживео након независности Кореје 1945. године, а придружио се МОК-у 20. јуна 1947. године. Такође је основао Корејски олимпијски комитет (КОК) да се припреми за Олимпијске игре те године. Савет је преименован у Корејско аматерско спортско удружење (КАСА) 1954. године и Корејски спортски савјет (КСС) 1994. године. КАСА је успела да буде домаћин Летњих олимпијских игара 1988. у Сеулу, а Јужна Кореја је завршила на четвртом мјесту у том издању, што је био њен најбољи резултат икада на Олимпијским играма. КОК је спојен са КСС 24. јуна 2009. године, али је организација користила КОК као име. Поново се спојио са Корејским савјетом за спорт за све у марту 2016. године и именовао садашњи „Корејски спортски и олимпијски комитет“ у новембру 2016. године, али амблем комитета је остао исти као и претходни.
Дана 2. новембра 2018. године званичници Сјеверне и Јужне Кореје објавили су да ће њихове земље учествовати на Летњим олимпијским играма 2020. у Токију, Јапан, као јединствен тим. Званичници обје Кореје су такође најавили да ће писма која ће послати МОК-у у вези са њиховим понудама за домаћинство Летњих олимпијских игара 2032. такође садржати понуде за ко-домаћине, тако да ће се олимпијске активности одвијати у обје земље ако њихове понуде буду прихваћене као добре.

## Лого
- Корејски спортски савјет
- Корејски олимпијски комитет, ранији лого